# Inostemma rossicum
Inostemma rossicum is een vliesvleugelig insect uit de familie van de Platygastridae. De wetenschappelijke naam van de soort is voor het eerst geldig gepubliceerd in 1901 door Szepligeti.